# Municipio de Säter
Säter (en sueco: Säters kommun) es un municipio de la provincia de Dalarna, Suecia, en la provincia histórica de Dalecarlia. Su sede se encuentra en la localidad de Säter. El municipio actual se creó en 1971 cuando la ciudad de Säter se fusionó con los municipios rurales de Gustafs y Stora Skedvi.

## Localidades
Hay cuatro áreas urbanas (tätort) en el municipio:
| # | Tätort         | Población |
| - | -------------- | --------- |
| 1 | Säter          | 4646      |
| 2 | Enbacka y Mora | 1927      |
| 3 | Skedvi kyrkby  | 424       |
| 4 | Solvarbo       | 301       |

## Demografía

### Desarrollo poblacional
| Gráfica de evolución demográfica de Säter entre 1970 y 2015 |
|                                                             |
| Fuente: SCB                                                 |